# Хермагор Аквилейски
Хермагор (на латински: Hermagoras, † ок. 304, Сингидунум) е светец на католическата църква.

## Биография
Вероятно той е лектор на църквата на Сингидунум (днешен Белград). Умира като мъченик заедно с Фортунат от Тоди (дякон на същата църква).
Неговите реликви се намират от ок. 400 г. в Аквилея, където след 550 г. се създава легендата, че Хермагор е ученик на Апостолите и първият епископ на Аквилея и е измъчван през 70 г.
Неговият ден за почитане е 12 юли.